# Moreiranula
Moreiranula is een geslacht van hooiwagens uit de familie Gonyleptidae.
De wetenschappelijke naam Moreiranula is voor het eerst geldig gepubliceerd door Roewer in 1930. 

## Soorten
Moreiranula omvat de volgende 3 soorten:
- Moreiranula mamillata
- Moreiranula moreirae
- Moreiranula picta